# Шадоус
„Шадоус“ (на английски: The Shadows) е британска инструментална рок група, както и групата на Клиф Ричард.
Разполага с 69 сингъла в британските класации, от 1950-те до 2010-те години. 35 от тях са приписвани на „Шадоус“, а 34 – на Клиф Ричард и „Шадоус“.
Групата, която е в основата на британския растеж на бийт музиката, е сред първите бек банди, които изгряват на небосклона. Новаторският 4-члененя формат е съставен от първа китара, ритъм китара, бас китара и барабани. В диапазона на групата се откриват влияния от попа, рока, сърф рока и баладите с джаз нотки.